# 캐천백 대 매클렁 사건
캐천백 대 매클렁 사건(Katzenbach v. McClung)은 통상조항 관련 미국 연방대법원의 유명판례이다. 원고는 법원에 대하여 주간 여행자를 상대로 영업을 하거나 또는 주경계를 넘어 음식물의 원료를 공급받는 식당에서의 인종차별을 금지하는 연방법률안의 효력을 인정해 줄것을 요청하였으며 대법원은 의회의 이러한 업소들에 대한 연방의 통상규제권을 인정하여 연방법률안의 효력을 인정하였다. 즉 직접적인 상업행위가 아닌 인종차별에 대하여 위와 같은 주간 여행자를 취급하고 주경계를 넘어서 음식물의 원료를 가져온다는 점에서 연방법이 힘을 미친다고 판시한 것이다.

## 참고 문헌
- 미헌법의 상업절 (Commerce Clause)에 의한 연방경찰권의 확대와 그제한에 대한 소고[깨진 링크(과거 내용 찾기)]